# USS Cape St. George (CG-71)
USS Cape St. George (CG-71) – amerykański krążownik rakietowy typu Ticonderoga. Dwudziesta piąta jednostka typu. Okrętowi nadano imię dla upamiętnienia bitwy morskiej stoczonej 26 listopada 1943 roku w rejonie wysp Salomona.

## Historia
Zamówienie na okręt zostało złożone 25 lutego 1988 roku. Stępkę pod „Cape St. George” położono 19 listopada 1990 roku w stoczni Ingalls Shipbuilding w Pascagoula w stanie Missisipi. Wodowanie okrętu miało miejsce 10 stycznia 1992 roku, wejście do służby 13 czerwca 1993 roku.
14 lipca 1995 roku działając w ramach operacji antynarkotykowych w rejonie Karaibów zajął 12 ton kokainy, którą zamierzano przemycić do Stanów Zjednoczonych.
W czerwcu 1997 roku okręt wziął udział w mających miejsce na Bałtyku manewrach morskich BALTOPS, w ramach których przez trzy dni gościł w gdyńskim porcie. W lutym 1999 roku okręt rozpoczął trzymiesięczny pobyt w stoczni w celu dokonania drobnych napraw i modernizacji. 1 czerwca 2001 roku rozpoczął kolejną trzydniową wizytę w porcie Gdynia w ramach manewrów BALTOPS. Wziął udział także w manewrach BALTOPS 2002. 23 marca z jego pokładu odpalono pociski Tomahawk w ramach wsparcia operacji Iraqi Freedom.